# Talento (aptitud)
El talento, como aptitud, es la capacidad para desempeñar o ejercer una actividad.
Está vinculada a la aptitud o la inteligencia. Se trata de la capacidad para ejercer una cierta ocupación o para desempeñar una actividad. El talento suele estar asociado a la habilidad innata y a la creación.
Por ejemplo: “Necesitamos un jugador con talento para jugar en el medio del campo”, “El talento del novelista volvió a quedar demostrado con su último libro”, “Buscamos talentos dispuestos a sumarse a una empresa en crecimiento”. Como puede apreciarse en estos ejemplos, el término puede utilizarse para nombrar tanto a la capacidad en sí como a la persona que cuenta con dicha capacidad.

## Etimología
Talento proviene del latín talentum, y este del idioma griego τάλαντον, plato de la balanza, peso.
En la etimología de esta acepción del término, destaca el hecho de que existiera una unidad monetaria del mundo antiguo, el talento, que adquirió fama por su mención en una de las parábolas de Jesús: la parábola de los talentos (Mateo 25:14–30; Lucas 19:11–27). De la interpretación de esta parábola deriva inteligencia (capacidad de entender) y aptitud (capacidad para el desempeño o ejercicio de una ocupación), dadas como primeras acepciones por la R.A.E. para este término en lengua española, (al igual que en otras lenguas como el inglés)

## Otras características y clasificaciones
José Ingenieros en su libro El hombre mediocre plantea una diferenciación entre genio y talento, y cita un pensamiento de Max Nordau:

(Nordau) Llama genio al hombre que crea nuevas formas de actividad no emprendidas antes por otros o desarrolla de un modo enteramente propio y personal actividades ya conocidas; y talento al que practíca formas de actividad, general o frecuentemente practicadas por otros, mejor que la mayoría de los que cultivan esas mismas aptitudes.
José Ingenieros

El talento se puede considerar como un potencial. Lo es en el sentido de que una persona dispone de una serie de características o aptitudes que pueden llegar a desarrollarse en función de diversas variables que se pueda encontrar en su desempeño.
El talento es una manifestación de la inteligencia emocional y es una aptitud o conjunto de aptitudes o destrezas sobresalientes respecto de un grupo para realizar una tarea determinada en forma exitosa. El talento puede ser heredado o adquirido mediante el aprendizaje. Por ejemplo, una persona que tenga el talento de ser buen dibujante muy probablemente legará esta aptitud a sus hijos o a alguno de sus descendientes. Asimismo una persona que no es y desee ser dibujante deberá adquirir mediante el aprendizaje continuo y esforzado la destreza e interiorizar en su cerebro la condición que le permita desarrollar la aptitud.
El talento intrínseco es que el individuo lo puede dejar de ejercer por mucho tiempo y volver a usarlo con la misma destreza que cuando dejó de usarlo; a diferencia del talento aprendido que requiere ser ejercitado continuamente para no perder la destreza.

## Estudiantes con Aptitudes Sobresalientes
El talento está presente en todas partes y sin dudar en los centros educativos, hay alumnos que se distinguen en su rendimiento académico, en obras de arte, en generar ideas novedosas, etc. Esos estudiantes poseen Aptitudes Sobresalientes y los podemos denominar niños AS, veamos la siguiente definición de alumnos AS:
"Las y los educandos con aptitudes sobresalientes son aquellos capaces de destacar significativamente del grupo social y educativo al que pertenecen en uno o más de los siguientes campos del quehacer humano: científico-tecnológico, humanístico-social, artístico y/o acción motriz. Estas y estos estudiantes, por presentar necesidades educativas específicas, requieren de un contexto facilitador que les permita desarrollar sus capacidades y satisfacer necesidades e intereses propios, en beneficio de ellas y ellos mismos y de la sociedad".
Los docentes debemos de conocer cuáles son los tipos de Aptitudes Sobresalientes, para potenciar esa Aptitud o buscar los recursos y centros especializados que puedan llevar a los alumnos a expresar sus habilidades, a continuación, se detallan los 5 tipos de Aptitudes Sobresalientes, porque muchas de las veces los niños AS pasan desapercibidos, debido a que la escuela está más concentrada en la memorización que en la liberación y expresión de ideas.

### Tipos de Aptitudes Sobresalientes
Intelectual: Nivel elevado de recursos cognoscitivos para adquirir y manejar contenidos verbales, lógicos, numéricos, espaciales, figurativos y tareas intelectuales. Puede expresarse en aptitud académica y el alto potencial de aprendizaje. La medición de coeficiente intelectual (CI) estipulada para identificar a esta población es de 116 o más.
Creativa: Capacidad de producir un gran número de ideas diferentes entre sí, originales o novedosas, para dar respuesta a problemas que se plantean. Entre los procesos cognitivos que implica la creatividad destaca la fluidez, flexibilidad y originalidad.

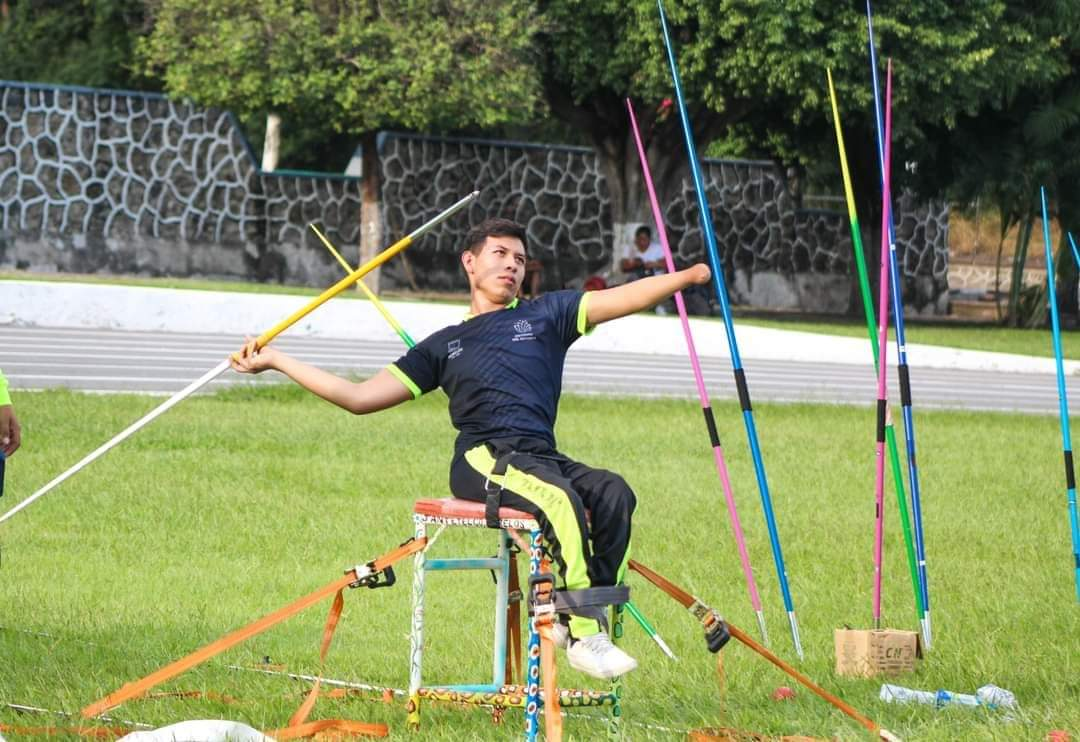
Jorge Luis Esequiel Rivera Ramírez, primer paralímpico en lanzamiento de jabalina, bala y disco del municipio de Jantetelco, Morelos.

Socioafectiva: Habilidad para establecer relaciones adecuadas con otros, comprensión de contenidos sociales asociados con sentimientos, intereses, motivaciones y necesidades personales. Habilidad para convivir, comunicarse y adaptarse socialmente.
Artística: Disposición de recursos para la expresión e interpretación estética de ideas y sentimientos a través de medios como la danza, el teatro, las artes plásticas y la música. El razonamiento abstracto se comprende como un proceso de orden superior para la codificación de significados que se expresan mediante algún medio artístico.
Psicomotriz: Habilidad para emplear el cuerpo en formas diferenciadas con propósitos expresivos y para el logro de metas. Habilidades físicomotrices, cognoscitivas y afectivosociales.
Existen varios mitos respecto a los alumnos AS, por ejemplo, que siempre deben de ser alumnos con promedio de 10 o excelentes, no obstante, cuando no se les descubre y potencia con base a sus habilidades estas puede inhibirse. En la imagen vemos a un joven con discapacidad motriz que a través del entrenamiento constante ha podido estar dentro de los mejores en su disciplina y que su talento psicomotriz fue descubierto hasta el nivel educativo de secundaria. 

## La inteligencia
El primer tipo de AS es el intelectual, esa inteligencia que se toma muy en cuenta en las escuelas, sin embargo, solamente se mencionan que hay alumnos muy inteligentes y normalmente son los que van en la escolta o cuadro de honor, pero no se conoce en realidad qué tanto saben, en otras palabras no se conoce su Cociente Intelectual, así que es muy importante saber qué es la inteligencia y cómo medirla, para que con base a ello podamos saber si tenemos dentro de nuestras aulas a un alumno AS intelectual.

#### ¿Qué es la inteligencia?
Es la capacidad que resulta de la suma de las funciones sociales, físicas, afectivas y cognitivas de la persona. El desempeño, producto de esta capacidad, puede ser desarrollado o inhibido por el ambiente que lo rodea. Dicha capacidad provee a la persona de las herramientas necesarias para desarrollarse en su ambiente; es decir, adaptarse y resolver los problemas a los que se enfrenta continuamente. 

#### ¿Qué es el cociente intelectual?
Quizá en muchas ocasiones hemos oído expresiones como: “Tiene un coeficiente intelectual muy alto” o “Su coeficiente intelectual es superior”. La realidad es que los expertos nunca han hablado de coeficientes de inteligencia sino de cocientes. Stern introdujo el cociente intelectual (CI) como un método para calificar la capacidad intelectual de las personas, que se calcula haciendo una división; de ahí la palabra “cociente”. Al calcular el cociente intelectual (CI) basta realizar una sencilla operación: se divide la edad mental (EM) entre la edad cronológica (EC), y el resultado se multiplica por 100.
¿Cómo obtener el cociente intelectual?
Aunque parezca sencillo, medir el cociente intelectual es un proceso largo y complejo; sin embargo, en la actualidad hay una gran cantidad de pruebas y escalas que los especialistas utilizan para medir la inteligencia, como las de Wechsler, Raven, StanfordBinet y Kauffman. Es importante decirle que para los niños con aptitudes sobresalientes en México, el cociente intelectual no es determinante en la evaluación, debido a que sólo es uno de los diferentes aspectos que se toman en cuenta para su identificación.
Es preciso mencionar que las pruebas y escalas solamente pueden ser aplicadas por especialistas, por consiguiente, es muy importante que cuando se sospeche de una Aptitud Sobresaliente Intelectual se trabaje coordinadamente con los padres de familia y equipo de USAER para realizar las evaluaciones pertinentes, en caso de que las escuelas regulares no cuenten con servicios de educación especial como USAER, se deberán remitir a centros especializados.

## Alumnos con doble excepcionalidad

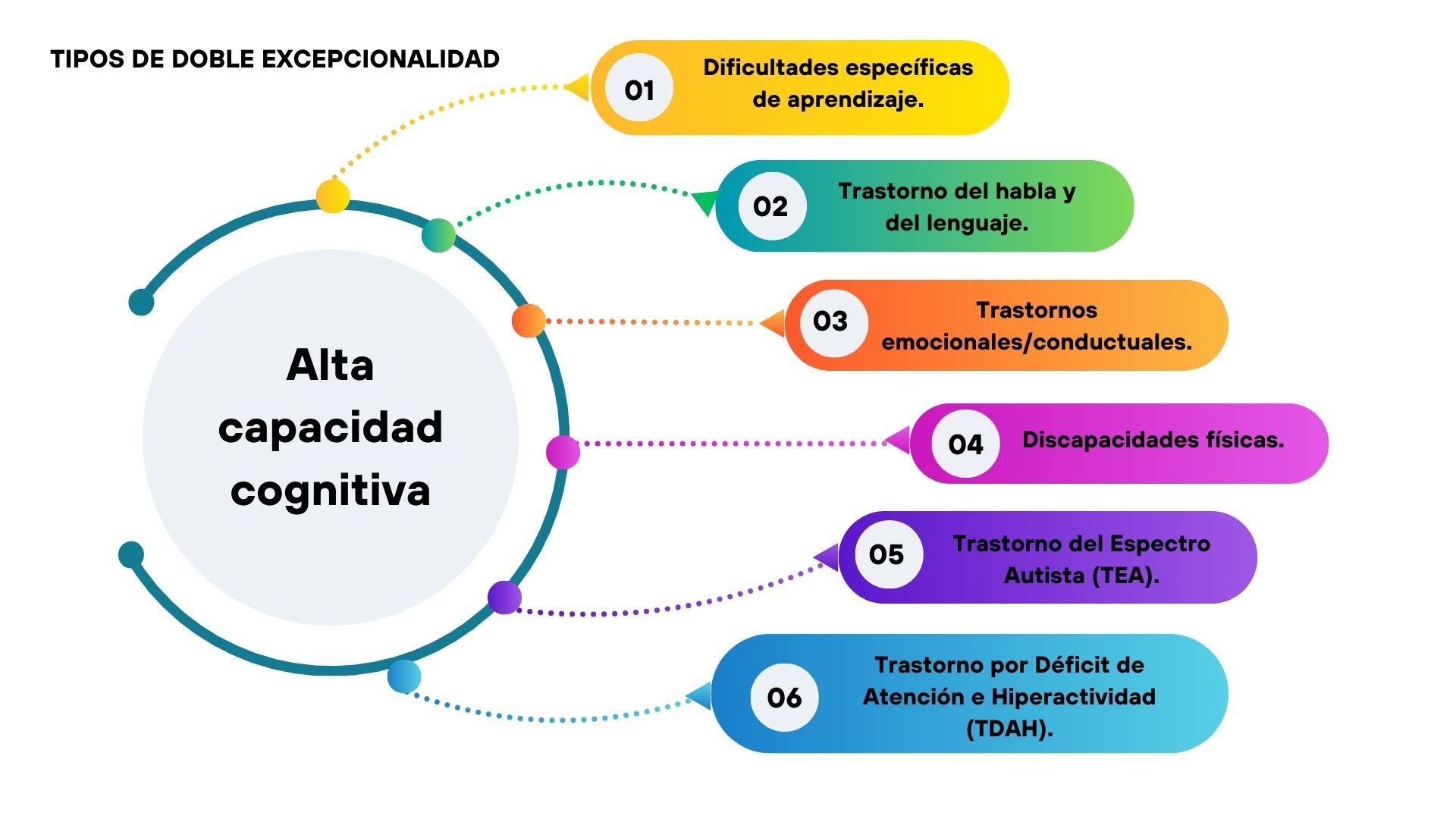
Presentación de 6 tipos de doble Excepcionalidad.

“Los estudiantes doblemente excepcionales son estudiantes que demuestran un potencial de alto rendimiento o productividad creativa en uno o más dominios tales como las matemáticas, la ciencia, la tecnología, las artes, lo visual, espacial, o las artes escénicas o en otras áreas de la productividad humana y que manifiestan una o más discapacidades (...). Estas discapacidades incluyen dificultades específicas de aprendizaje; Trastornos del habla y del lenguaje; Trastornos emocionales/conductuales; discapacidades físicas; Trastornos del espectro autista; u otros problemas de salud, tales como déficit de atención/hiperactividad”. (Reis, Baum & Burke, 2014, p.222).
Seguramente conoces a personas con doble excepcionalidad, por ejemplo, el joven Jorge Luis que aparece en las imágenes es un chico con doble excepcionalidad (discapacidad motriz y Aptitudes Sobresalientes psicomotrices). Hoy en día con el uso de las redes sociales podemos conocer más casos como los de Jorge, sin embargo, hay muchos alumnos con discapacidad que pasan desapercibidos y tienen talentos extraordinarios, porque aún existen creencias erróneas respecto a las discapacidades, como por ejemplo, que son incapaces de bailar o practicar algún deporte cuando esta comprometida la esfera motriz. Así que es muy importante tener expectativas hacia este tipo de alumnos y brindar los escenarios pertinentes para las expresiones de talento.   

## Campos del quehacer humano
Los campos del quehacer humano que a continuación se detallan son contextos en los que muchas veces los alumnos se encuentran inmersos, pero que hacen falta recursos y/o materiales para que se puedan desenvolver al máximo dentro de ellos, por ejemplo, existen pocas escuelas con laboratorios o centros de cómputo bien equipados, de ahí la importancia de que las autoridades destinen los recursos suficientes para el equipamiento y se puedan descubrir o potenciar a los alumnos con Aptitudes Sobresalientes. 
Científico-tecnológico. Es un campo en el que se incluyen las áreas lógico-matemáticas: física, química, biología y geografía, entre otras, cuyo dominio se considera complejo o simple, según la cantidad de habilidades o aptitudes que presenten; por ejemplo, la física involucra conocimientos de matemáticas. 
Humanístico-social. Contempla las áreas de las ciencias sociales y se refiere a aspectos como el estudio de la cultura (ideales, valores, religión, creencias, tradiciones), los acontecimientos y los problemas sociales, entre otros. 

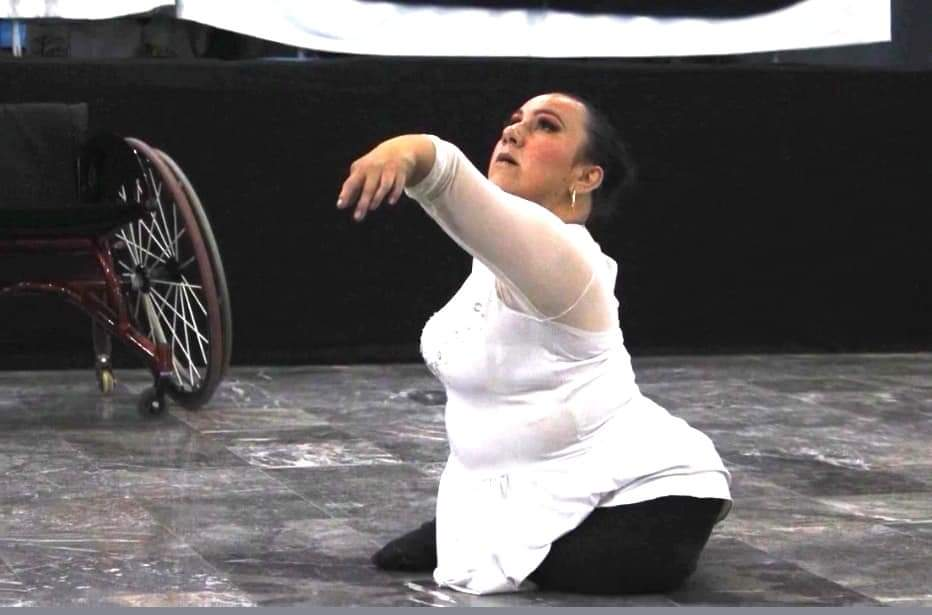
Bailarina con aptitudes sobresalientes en el campo de quehacer humano Artístico, además, de manifestarse doble excepcionalidad: discapacidad motriz y habilidad artística (danza).

Artístico. Incluye la expresión (posibilidad de manifestar de forma personal las experiencias, lo que uno piensa y siente) y la apreciación (relacionada con el desarrollo de la mirada y de la escucha, integrando capacidades perceptuales y reflexivas con la sensibilidad y emotividad) de las siguientes disciplinas: música, danza, artes visuales (dibujo, pintura, escultura, grabado, fotografía y video) y teatro. Analiza la manifestación del gusto, de la sensibilidad, del disfrute, de la habilidad, de la destreza y/o de la facilidad en la expresión de estos lenguajes. 
De acción motriz. Comprende las diferentes formas de la actividad física, como el juego, el predeporte y el deporte, entre otras, que se relacionan con la adquisición de patrones básicos del movimiento o movimientos naturales; por ejemplo, andar, correr, brincar, arrastrarse, rodarse, jalar, empujar, etc., con la mejora de las habilidades y la integración de las cualidades físicas que propician un mejor desarrollo.